# 勇气 (政党)
勇气（德語：Mut）是德国的一个政党。该党成立于2017年6月，分裂自联盟90/绿党，创始人是Claudia Stamm和Stephan Lessenich。该党的政治立场是中间偏左。该党的意识形态是生态主义、社会自由主义。该党的总部位于慕尼黑。该党是欧洲民主运动2025的成员。